# Lacaria aczeli
Lacaria aczeli là một loài bướm đêm trong họ Geometridae.